# Smolotely
Smolotely (německy Smolotel) jsou obec v okrese Příbram ve Středočeském kraji, asi 12 km jihovýchodně od Příbrami. Žije zde 294 obyvatel.
Přibližně 4 km na východ od obce se nachází vodní nádrž Orlík.

## Historie
Pravděpodobně již koncem doby bronzové v okolí dnešních Smolotel bylo první známé osídlení (na vrchu zvaném Hradiště bylo vědeckým průzkumem doloženo slovanské hradiště). V 9. století byl na území dnešní obce Smolotely pravděpodobně trh se smolou (z toho pravděpodobně pochází název dnešní název obce – Smolotely). Z roku 1336 pochází první písemná zmínka v majestátu Jana Lucemburského.

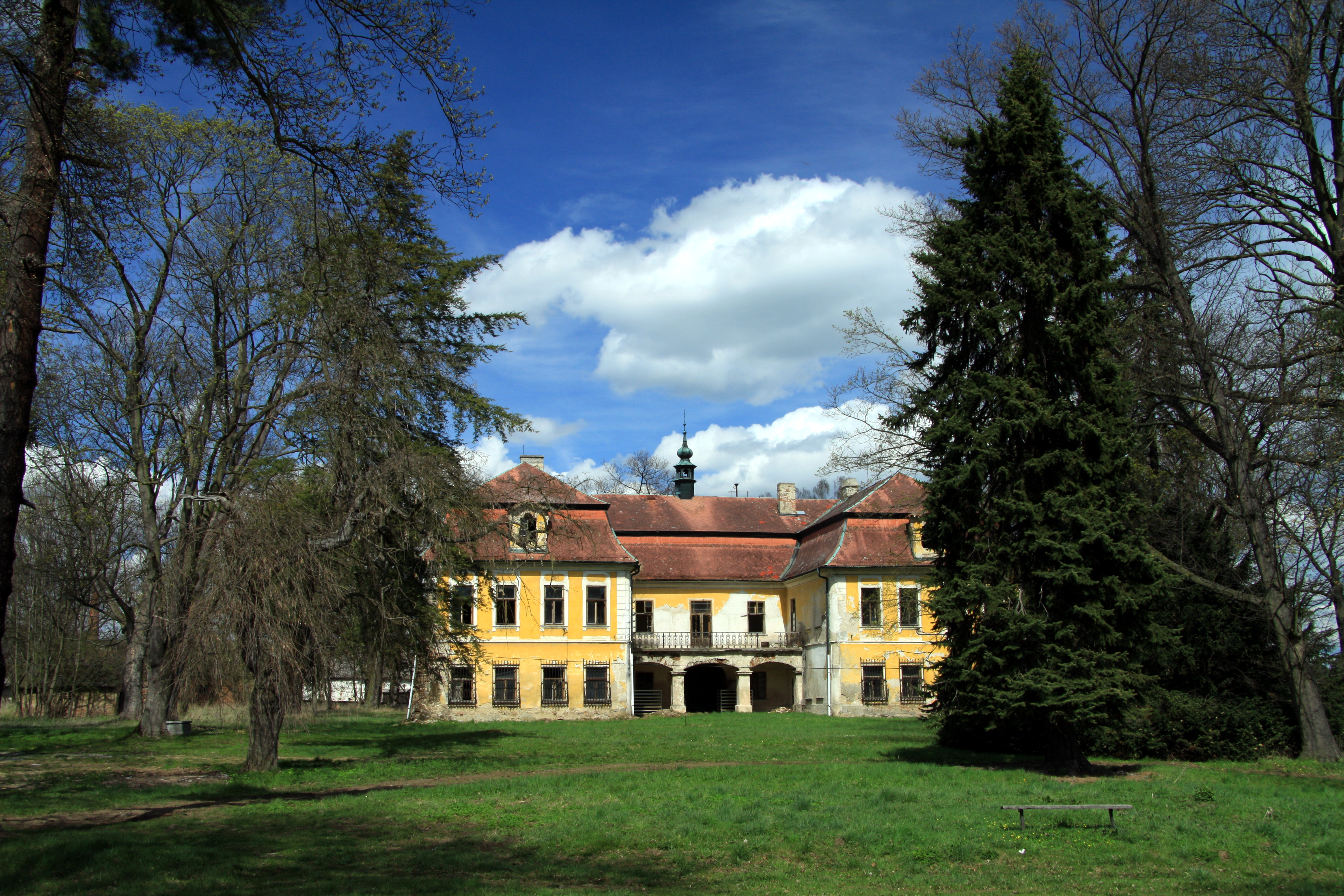
Barokní zámek

První písemná zmínka o zdejší gotické tvrzi je z roku 1515 (pro její existenci svědčí zkosené zdi na jedné ze stran dnešního zámku). Roku 1605 koupil tvrz rod Chanovských z Dlouhé Vsi. Za třicetileté války byl východně od dnešních Smolotelek švédský vojenský tábor. Jan Felix Chanovský z Dlouhé vsi nechal vystavět v letech 1719–1722 poutní kostel na nedalekém vrchu Maková (název od: má kovy). V tomto období byla také přestavěna zdejší gotická tvrz na barokní zámek (1706–1732). První písemná zmínka o zámku je z 28. dubna 1732. K zámku v této době náležel ještě pivovar s chmelnicí a postupně se stavěly další budovy pro hospodářské účely.
První světová válka ho nijak významně neovlivnila. V roce 1915 zámek a lesní panství získal v dražbě známý pražský advokát Eduard Schwarz. Po jeho smrti v roce 1938 celá rodina s výjimkou syna Karla (který zemřel v Osvětimi) emigrovala před nacismem do Ekvádoru. Majetek zabrala Německá říše. Po roce 1945 bylo panství vráceno dceři Emě, ale bylo opět v roce 1948 zestátněno. Zámek spravovala obec, konaly se zde zábavy a filmové promítání, sídlila zde ordinace praktického lékaře a také mateřská škola a sloužila kanceláři místního národního výboru. Zámek ale bez údržby chátral a tak byl roku 1988 místním národním výborem opuštěn. V roce 1996 se o zámek a další majetek přihlásil v rámci restitucí Joseph Kohn, matematik světového jména, vnuk Eduarda Schwarze. Vysokým nákladem nechal zrekonstruoval bývalý pivovar, který byl přeměněn na penzion se sálem, který je centrem společenského dění v obci. V roce 2006 byla schválena vlajka a znak obce.

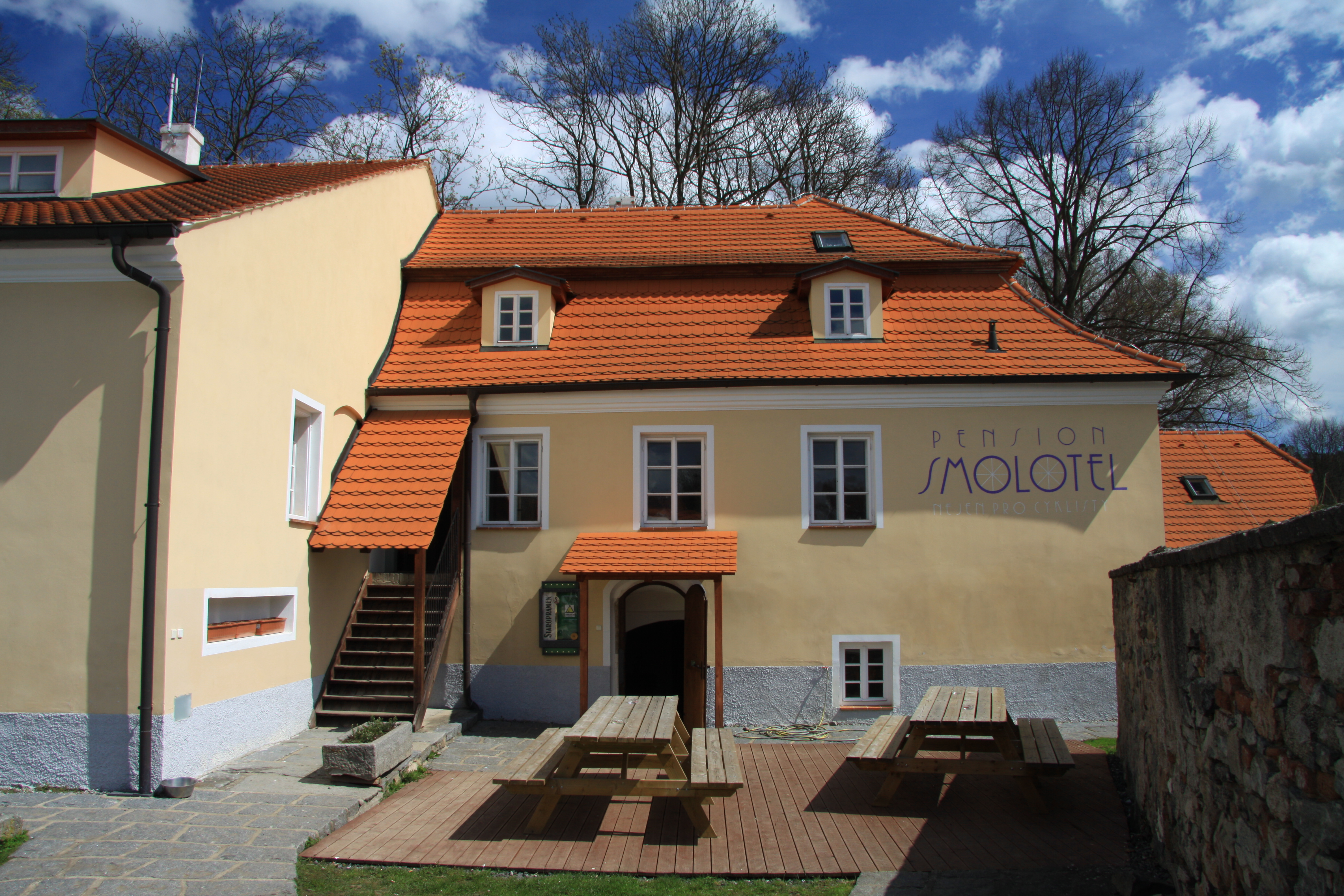
Budova bývalého pivovaru upravená na penzion s hospodou

## Obecní správa

### Části obce
- Smolotely (k. ú. Smolotely)

Součástí obce jsou také základní sídelní jednotky Daskabáty, Draha a Smolotelky. K obci patří také Hamr, Panský Mlýn, Parník a Pila.
Sousedními obcemi sídla jsou Milín, Solenice, Pečice, Cetyně, Bohostice a Dolní Hbity.
V letech 1869–1890 k obci patřily Bohostice a Cetyně.

### Územněsprávní začlenění
Dějiny územněsprávního začleňování zahrnují období od roku 1850 do současnosti. V chronologickém přehledu je uvedena územně administrativní příslušnost obce v roce, kdy ke změně došlo:
- 1850 země česká, kraj Praha, politický i soudní okres Příbram[5]
- 1855 země česká, kraj Praha, soudní okres Příbram
- 1868 země česká, politický i soudní okres Příbram
- 1939 země česká, Oberlandrat Tábor, politický i soudní okres Příbram[6]
- 1942 země česká, Oberlandrat Praha, politický i soudní okres Příbram[7]
- 1945 země česká, správní i soudní okres Příbram[8]
- 1949 Pražský kraj, okres Příbram[9]
- 1960 Středočeský kraj, okres Příbram
- 2003 Středočeský kraj, okres Příbram, obec s rozšířenou působností Příbram

### Starostové
- Alois Bučil (2010–2014)
- Pavel Patera (2014–2018)
- Miroslav Mařík (2018–2019)
- Štěpán Šedivý (2019–dosud)

## Společnost

### Rok 1932
V obci Smolotely (642 obyvatel, četnická stanice) byly v roce 1932 evidovány tyto živnosti a obchody: nákladní autodoprava, cihelna, 3 hostince, klempíř, kolář, 2 kováři, 3 krejčí, akademický malíř, 4 mlýny, 2 obuvníci, 3 pily, pokrývač, 3 rolníci, řezník, 3 obchody se smíšeným zbožím, 3 trafiky, truhlář, 2 velkostatky.

### Současnost
V obci se nachází pobočka České pošty, místní hospoda, smíšené zboží a obecní úřad.

## Pamětihodnosti
V okolí se nachází několik významných stavení a pamětihodností. Na nedalekém vrchu Maková stojí barokní kostel sv. Jana Křtitele a Panny Marie Karmelské. Přímo v obci leží chátrající barokní zámek a bývalý pivovar. Po památkách okolí Smolotel provází naučná stezka Okolím Smolotel a Makové hory (v provozu od listopadu 2009).

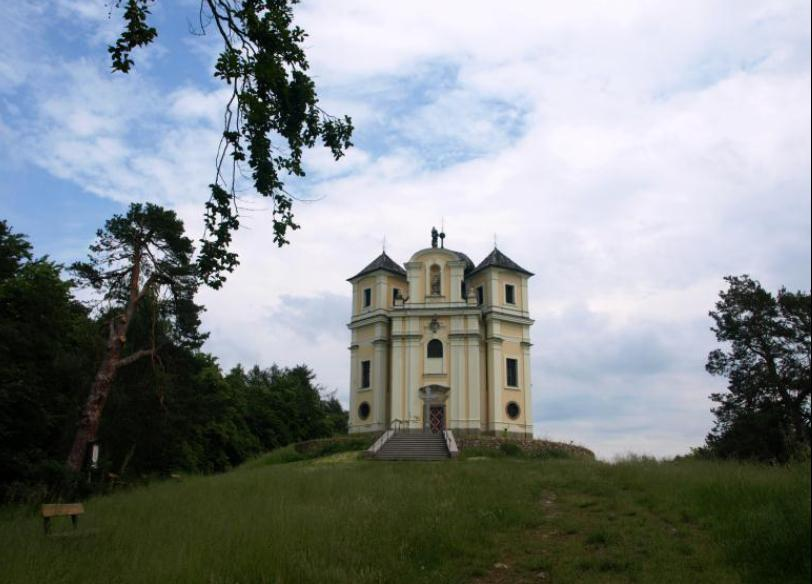
Kostel na Makové hoře

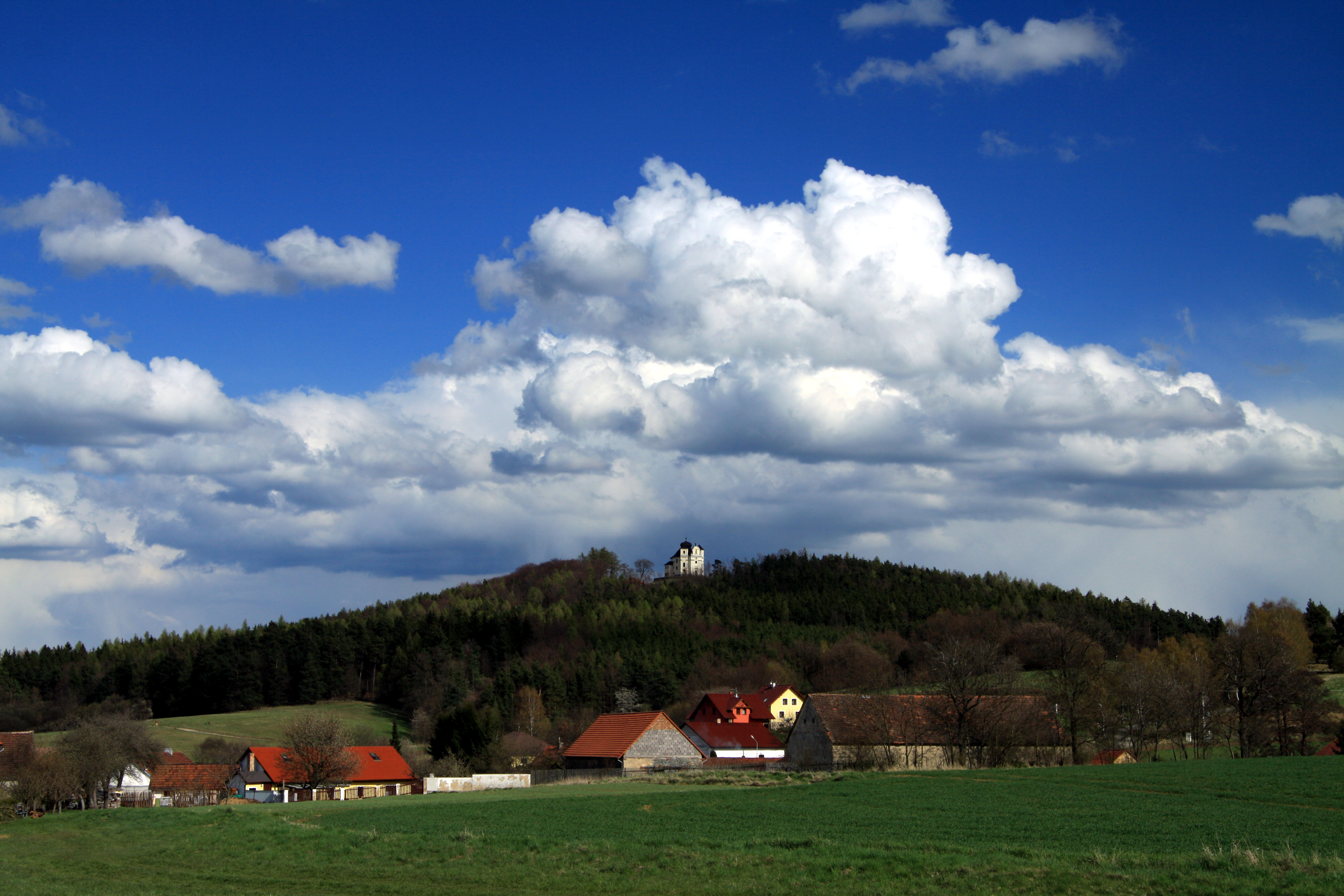
Maková hora z dálky směrem od Pečiček

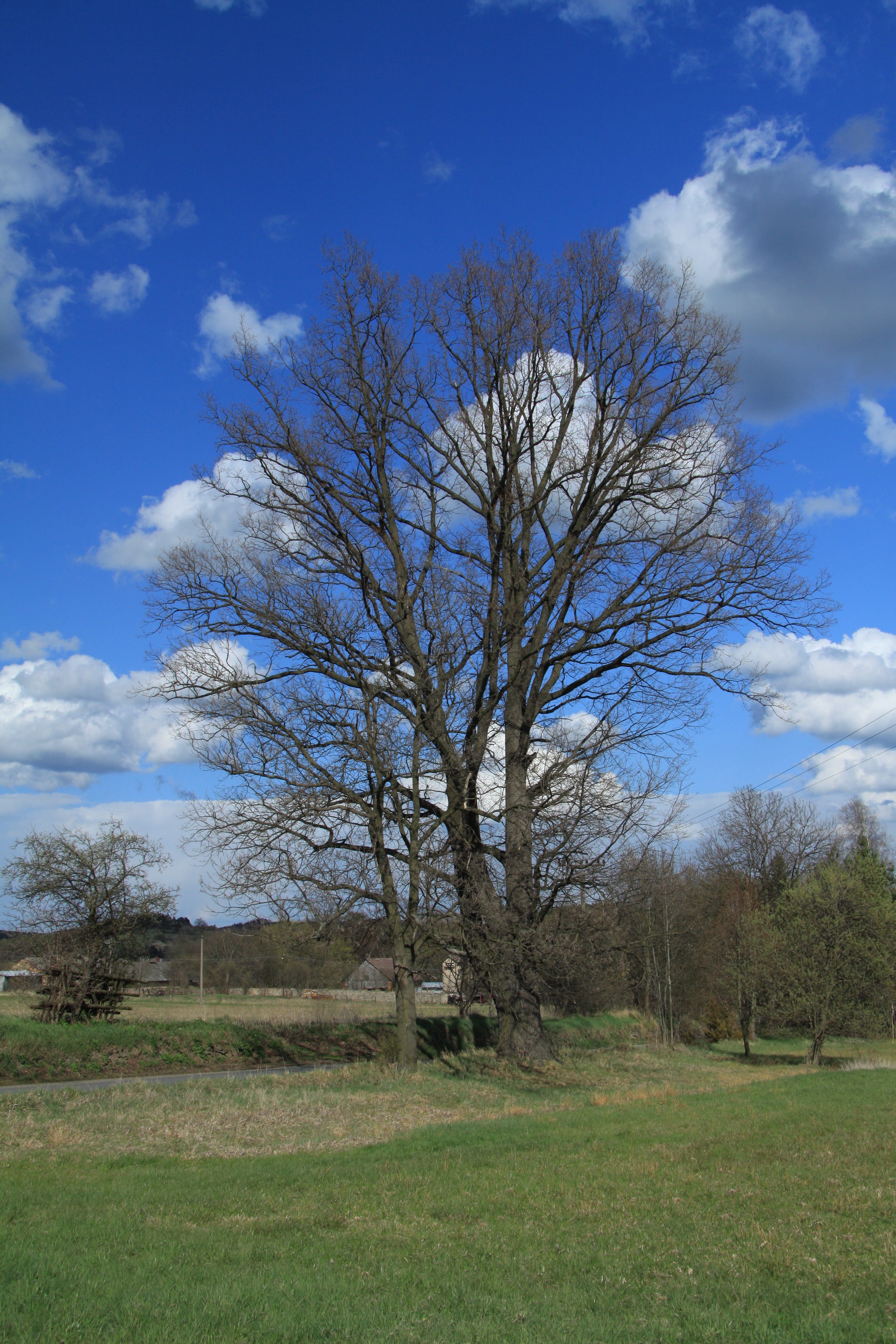
U silnice směr obec Pečičky roste dvojice vzrostlých památných dubů

- Kostel svatého Jana Křtitele a Panny Marie Karmelské na Makové hoře byl postaven v barokním slohu (dokončen roku 1722) architektem Carlem Antonio Canevallem. Současně s vysvěcením byla přinesena Milostná soška Panny Marie Škapulířské. Kostel je tedy zasvěcen sv. Janu Křtiteli a Panně Marii Škapulířské. Na stropech kostela jsou například malby čtyř evangelistů od Josefa Bosáčka (přítele Mikoláše Alše). Mše se tu konají jen jednou měsíčně. V některých pramenech se uvádí, že na počátku existence kostela stál opodál karmelitánský klášter s ambity. O této informaci se však velmi spekuluje. Dnes se na Makové nachází pouze kostel a opodál bývalá fara. Klášter ani jeho pozůstatky však nikoli. Za první světové války přišel kostel o zvony a málem i o varhany. Dnes je celý kostel zrekonstruován.
- Na severní straně návsi se nachází areál smolotelského zámku, jehož předchůdcem byla gotická tvrz, v letech 1706–1732 přestavěna na barokní zámek. Za druhé světové války byli majitelé zámku deportováni do Osvětimi. Po válce se stává zámek státním. V období komunismu dějiště mnoha kulturních akcí.
- Panský mlýn stojí přibližně 0,5 km severně od Smolotelek na Líšnickém potoce. V první polovině 20. století nahrazeno mlýnské kolo Francisovou turbínou. Poháněn náhonem z Drahy. Provoz zastaven roku 1946. Dnes slouží jako obytný dům.
- Vopičkův mlýn stojí na zlatonosném Líšnického potoce a poprvé byl zmíněn roku 1620. Každý rok namlel kolem 200 tun mouky. Provoz mlýna byl zastaven v roce 1946. Dnes slouží jako obytný dům.
- Parní mlýn (Parník) – Dobře se zachoval ojedinělý cihlový komín viditelný již zdaleka (cihly na jeho stavbu byly vyrobeny na zakázku). Budova samotného parního mlýna zbourána. Opodál se nachází chladicí rybníček a obytná vila.
- Pivovar – První zmínka je z roku 1605 jako zámecký pivovar. Výroba v roce 1870 činila 15 000 hektolitrů za rok. Už téměř od počátku k pivovaru náležela vlastní chmelnice. Pivovar zanikl v počátečním období první světové války (zabavení měděných kotlů na vaření piva). Dnes je část zrekonstruovaná jako Pension Smolotel.
- Lihovar – Nachází se v areálu zemědělského družstva. První zmínka pochází z let 1650–1670. Na konci druhé světové války bl vyrabován ruskou armádou. Provoz lihovaru byl ukončen v roce 1957.

## Osobnosti
- František Bučil (1894–1955), římskokatolický kněz, děkan v Sedlčanech, oběť komunistického režimu

## Doprava

### Dopravní síť
Do obce vedou silnice III. třídy. Železniční trať ani stanice či zastávka na území obce nejsou.

### Autobusová doprava 2024
Autobusovou dopravu v obci Smolotely zajišťuje společnost Arriva Střední Čechy. Obec je součástí Pražské integrované dopravy (PID). V obci se nachází zastávka Smolotely. Dalšími zastávkami spadající pod obec jsou Smolotely,Draha a Smolotely,Smolotelky. Autobusová linka 510 spojuje Příbram, Háje, Jablonnou, Horní Hbity, Dolní Hbity, Solenice a Smolotely.

## Turistika
- Cyklistika – Obcí prochází cyklotrasa č. 302 Dolní Líšnice – Smolotely – Milín – Příbram.
- Pěší turistika – Územím obce vedou turistické červeně značená trasa Příbram – Háje – Smolotely – Dolní Líšnice – Solenice a zeleně značená trasa Bohostice-rozcestí – Smolotely – Horní Líšnice – Obory.
- Naučné stezky – Kolem obce vede okružní naučná stezka Okolím Smolotel a Makové.